# Сан Бјађо (Ђенова)
Сан Бјађо је насеље у Италији у округу Ђенова, региону Лигурија.
Према процени из 2011. у насељу је живело 22 становника. Насеље се налази на надморској висини од 184 м.